# 歯根端切除術
歯根端切除術（しこんたんせつじょじゅつ、英語: apicoectomy）
口腔外科手術の一つ、外科的歯内療法と呼ばれ、歯根嚢胞摘出と同時に病源となる歯根先端を切除するものである。
現在、歯根嚢胞が歯根を大きく含む場合は抜歯を行ない、補綴処置としてブリッジやインプラントが選択されるが歯根端切除術と同時に逆根管充填を行うことで抜歯を回避できることが多い。

## インプラントと歯根端切除術
インプラントが隆盛となるなか積極的に抜歯を行う歯科医院も多い。しかしながらインプラントに関する様々なトラブルも報道されており、自身の歯を残すことができる歯根端切除術の必要性が高まっている。

## 術式
該当歯根尖部をメスで切開しバーにより骨削除を行う。鋭匙により嚢胞摘出後バーにより歯根端を切除し逆根管形成、逆根管充填したのち縫合を行う。

## 逆根管充填
逆根管充填とは歯根先端方向から詰め物をすることである。逆根管充填を行わない歯根端切除術の成功率は大幅に下がることが分かっている。一方で逆根管充填が歯根端切除術の成功率に大きく関わるものであるにも拘わらず、術式が煩雑で時間のかかる逆根管充填を臨床の現場では行われないことも多い。逆根管充填材料としてMTAセメント、スーパーボンド、光重合レジン、EBAセメントがある。逆根管充填を行う際には適切な止血処置が重要となる。逆根管充填が行われない理由として歯科医師の技術的な未熟さや歯根端切除術の保険診療報酬の低さも原因と考えられる。

## 充填材料の利点、欠点
- MTAセメントは生体親和性が高いといわれ逆根管充填材料として多く使われている。また水と混和して使用するので逆根管形成した窩洞に多少の水分が残っていても問題なく、そう言った意味で下記の接着性材料と比較して扱いが容易である。しかし、硬化まで数時間かかるため術者が材料の硬化を確認できない、接着性がないため細菌の辺縁漏洩が心配されるなど欠点もある。
- 接着性材料（スーパーボンド、光重合レジン）は短時間（数十秒から数分）で硬化し、歯質と充填材料が接着するため細菌の辺縁漏洩防止が期待できる理想的な材料であるが、適切な止血処置と逆根管形成した窩洞の乾燥、歯面処理が十分でないと歯質と充填材料が接着しないため、歯質と充填材料の隙間が逆に細菌の培地となってしまう。このため逆根管充填に接着性材料を用いる歯科医師には豊富な経験と高度な技量が求められる。

## 手術用顕微鏡
患部を拡大して観察することができ歯根端切除術の成功率を高めるため、使用は必須となっている。特に高度な技量を持った歯科医師が手術用顕微鏡を使用した場合、その経験に加え強拡大で術野を観察することで成功率に大きく関係する副根管やフィン、歯根の亀裂の見逃しを防ぐことができる。また拡大という意味では拡大鏡でも代用できるが、術野を照らす光量や拡大率で手術用顕微鏡とは比較にならない。また手術用顕微鏡には写真撮影や動画撮影機能がついたものもある。

## CTによる診断
CTによる診断は大変重要である。歯根数の確認や嚢胞の広がりを事前に把握することができる。また未処置根管を発見することも可能であり、その場合根管治療だけで手術を行わずに治癒することもある。CTは特に上顎大臼歯の診断において有効で、歯根端切除術か、該当歯根を抜去しなければならないか、意図的再植術を行うのか事前に診断することが可能である。経験豊富な術者においてはある程度予測が可能であるが、CTなしで確定診断を行おうとすると確定診断のための歯肉切開、剥離が必要となり患者負担が増すこととなる。

## 適応症
歯根尖に限定された（骨に囲まれた）嚢胞をもつ患歯が適応症例となる。嚢胞が歯周ポケットとつながったもの、特に歯根に破折線の入ったものは適応症例とはならない。破折歯を残す治療法はとして患歯を一旦抜歯し破折線を接着性材料で修復したのち抜歯窩に戻す意図的再植術があるが、意図的再植術は一旦抜歯をおこなうためリスクがある。
逆根管充填材料によっても適応症が異なる。
- MTAセメントは術中の操作が簡便で逆根管充填の経験の少ない歯科医師でも成功する優れた材料であるが、歯質と接着しないため逆根管形成の深さ、広さに制限がある。そのためポストが長く３ｍｍ以下の浅い逆根管形成しか出来ない症例、歯根吸収などで根尖部の欠損が大きな症例、破折線のある症例は適応症とはならない。またMTAを用いた歯根端切除術の失敗症例は適応症とならない。
- 接着性材料は歯質と接着するため窩洞の深さ、広さに制限がなく、ポストが長い症例や歯質に大きな欠損のある症例、破折線のある症例でも適応症例となりMTAと比較して適応症がはるかに広い。さらにMTAを用いた歯根端切除術の失敗症例でさえも適応症となる。しかしながら上述の通り、適切な止血を施しつつ窩洞の乾燥、薬剤による歯面処理を行わなければならず術中の操作が複雑でこれらの操作に熟達した歯科医師が行わない場合、材料と歯質が接着せず失敗することが多い。

## 保険診療と自由診療
医療先進国のアメリカでは虫歯で神経をとりクラウン（かぶせもの）まで治療すると１歯につき100万円を超えることもあるのに対して日本で健康保険を利用すれば同様の治療が１万円ほどで済むなど国民皆保険制度は日本が世界に誇る医療制度であるが、その分歯科医師に対しての診療報酬も低く抑えられており、経済原理から患者一人当たりの診療時間が極端に短くなったり、使用する医療機器、材料などに自然と制限がかかってしまっている現実がある。
- 歯根端切除術が保険診療で行われる場合、その診療報酬の低さから手術用顕微鏡が用いられないことが多く逆根管充填も行われないことが多い。その結果として手術の成功率が低くなり、抜歯が第一選択とされてしまう一因となっている。逆根管充填のない歯根端切除術は治癒率が極端に低いため、歯をどうしても残したいと訴える患者に対して抜歯前の一時的な儀式となってしまっている場合も多い。

- 自由診療で行われる場合、CTと手術用顕微鏡をそろえ積極的に広告を出している歯科医院であれば症例数も豊富であり、逆根管充填もしっかり行われる等、専門性の高い治療を受けられる可能性が高い。しかし医療機関や担当する歯科医師の技量によってもことなるが、手術費用が１本につき10万円以上する場合もある。

保険診療で自由診療と同様の歯根端切除術を行う場合、現在の保険診療報酬では医療機関側の完全な持ち出しとなるため積極的に歯根端切除術を行う歯科医院が少なく歯根端切除術の普及が妨げられる一因となっている。

## 術中に見つかる破折線、亀裂への対応
CT撮影は診断上大変重要であるが、CT撮影しても根尖から伸びた破折線や亀裂は術前に診断できない場合があり切開して歯根を目視で確認した際に、歯根先端に亀裂や破折線が伸びている場合がある。歯根端切除術する際にみつかる破折線、亀裂は治療上大きな問題となる。どんなに歯根嚢胞が大きくても歯根先端にのみ問題がある場合は歯根端切除術＋逆根管充填（MTAや接着性材料）でほとんどの症例が治癒する。切開後に歯根破折、亀裂がみつかる症例が一定の割合で存在するが、破折や亀裂が存在する場合MTAでの逆根管充填では治癒が難しい。破折線が短ければ逆根管充填剤に接着性材料を用いた歯根端切除術で対応できるが、破折線が長い場合は一度抜歯し破折線を接着したのち抜歯窩に戻す意図的再植術が必要となる。意図的再植術の成功率は高いものの一旦抜歯をするためリスクがある。破折歯を治療する方法は事実上意図的再植術しかないが、一定のリスク（抜歯中に歯根が折れてしまったり、再植歯がうまく生着しない等）があるためリスクを覚悟した上で手術を受ける必要がある。